# Niels Elgaard
Niels Marius Andersen Elgaard (født 1. februar 1879 i Nørager i Djursland, død 15. juni 1963 i Charlottenlund) var en dansk politiker og minister.
Han var søn af husmand Knud Elgaard og hustru Kirstine født Thorsen og blev i 1912 gift med Signe, født 1891 i Hagested, datter af gårdejer A. Christensen (død 1905) og hustru Karen (død 1910).
Han var 1916 medredaktør af Randers Venstreblad og siden af Dagbladet.
Han blev den første landsformand for VU 1912-1915 og siden medlem af Folketinget 1922-1953 for Venstre. Han var trafikminister i regeringen Erik Scavenius 1942-1945 og minister for offentlige arbejder i Regeringen Knud Kristensen 1945-1947.
Han skabte stor opmærksomhed i politiske kredse ved under Generalstrejken i august 1943 at foreslå indførelse af dødsstraf for sabotage og hævdede, at han kunne vinde sit parti (Venstre) for dette synspunkt. Det kan derfor overraske, at han også havde ministerpost i de to første efterkrigsår.

## Ekstern kilde/henvisning
- Kaarsted, Tage, De danske ministerier 1929-1953, Nyt Nordisk Forlag Arnold Busck 1977.
- Niels Elgaard på gravsted.dk

|  | Artiklen om politikeren Niels Elgaard kan blive bedre, hvis der indsættes et (bedre) billede. Du kan hjælpe ved at afsøge Wikimedia Commons for et passende billede eller uploade et godt billede til Wikimedia Commons iht. de tilladte licenser og indsætte det i artiklen. |